# فروكة
الفَرُّوْكة هي نوع من الملابس، يشبه المعطف، ويرتديه الرجال والنساء.